# Барбье (лунный кратер)
Кратер Барбье (лат. Barbier) — ударный кратер в южном полушарии обратной стороны Луны. Название дано в честь французского астронома Даниеля Барбье (1907—1965) и утверждено Международным астрономическим союзом в 1970 г. Образование кратера относится к донектарскому или нектарскому периоду.

## Описание кратера
Ближайшими соседями кратера являются гигантский кратер Гагарин на северо-западе; кратер Сирано на севере; кратер Парацельс на востоке; кратер О’Дей на юге; кратер Серпинский на юго-западе; кратер Врублевский на западе. На юге-юго-востоке от кратера располагается Море Мечты. Селенографические координаты центра кратера — 23°51′ ю. ш. 157°56′ в. д. / 23,85° ю. ш. 157,93° в. д., диаметр — 65,4 км, глубина — 2,74 км.
Вал кратера существенно разрушен, северная часть вала перекрыта несколькими мелкими кратерами, восточная часть вала — одиночным кратером. Южная часть вала имеет неправильную форму и значительно большую ширину. Высота вала над окружающей местностью составляет 1260 м, объем кратера составляет приблизительно 3800 км3. Место центрального пика занимает сателлитный кратер Барбье F (см. ниже), несколько смещенный к востоку от центра чаши кратера. Северо-западная часть чаши кратера имеет значительное понижение.

## Сателлитные кратеры
| Барбье | Координаты                                              | Диаметр, км |
| ------ | ------------------------------------------------------- | ----------- |
| D      | 23°01′ ю. ш. 160°10′ в. д. / 23,02° ю. ш. 160,17° в. д. | 21,6        |
| F      | 23°49′ ю. ш. 158°13′ в. д. / 23,82° ю. ш. 158,21° в. д. | 15,8        |
| G      | 24°10′ ю. ш. 159°52′ в. д. / 24,16° ю. ш. 159,86° в. д. | 16,6        |
| H      | 25°07′ ю. ш. 160°29′ в. д. / 25,11° ю. ш. 160,48° в. д. | 16,2        |
| J      | 25°47′ ю. ш. 160°14′ в. д. / 25,78° ю. ш. 160,23° в. д. | 42,2        |
| K      | 26°17′ ю. ш. 159°12′ в. д. / 26,29° ю. ш. 159,2° в. д.  | 13,3        |
| U      | 22°47′ ю. ш. 155°11′ в. д. / 22,78° ю. ш. 155,18° в. д. | 41,1        |
| V      | 22°16′ ю. ш. 154°35′ в. д. / 22,27° ю. ш. 154,58° в. д. | 30,4        |

- Сателлитный кратер Барбье F, имеющий крайне необычную форму с двумя прямыми углами, упомянут в списке необычных структур в публикации «APOLLO OVER THE MOON: A VIEW FROM ORBIT (NASA SP-362)»[4].
- Образование сателлитного кратера Барбье U относится к нектарскому периоду[1].